# 聖ニノ
聖ニノ（グルジア語: წმინდა ნინო, ギリシア語: Αγία Νίνω, ロシア語: Святая Нина, 英語: St. Nina (or St. Ninny)、296年 - 338年または340年）は、4世紀にグルジア（ジョージア）へキリスト教を伝えたとされる女性であり、「グルジアの亜使徒光照者ニノ」とも称される。「ニノ」はグルジア語からの転写であり、英語・ロシア語表記からは「ニーナ」と転写される場合がある。

## 崇敬
聖ニノは、正教会、特にグルジア正教会をはじめとする東方諸教会やカトリック教会において崇敬されている。英語・ロシア語の表記に由来する「ニーナ」という転写も用いられ、日本正教会では一般的である。しかし、グルジア語の発音に近いのは「ニノ」である。
聖ニノの記念日は、ユリウス暦を使用する正教会では1月27日、修正ユリウス暦を使用する正教会およびグレゴリオ暦を使用する諸教会では1月14日である。

## 伝承
広く伝えられる伝承によれば、聖ニノはカッパドキアのコラストラ出身であり、聖ゲオルギウスの親類にあたるという。彼女はコンスタンティノープルからグルジア（当時の呼称はコーカサス・イベリア）へ到来したとされる。一方で、ローマ、エルサレム、あるいはガリア出身であるという異説も存在する。聖ニノは、奇蹟的な癒しを行い、グルジアの女王ナナを改宗させた。続いて、狩猟中に闇の中で失明したが「ニノの神」に祈った後に道を見出した、異教徒のイベリア王ミリアン3世をも改宗させた。ミリアン3世は327年にキリスト教を国教とし、聖ニノは生涯にわたりグルジアにおける伝道活動を続けた。

## 墓所と象徴
聖ニノの墓は、東部グルジアのカケティ地方に位置するボドベ修道院にある。聖ニノはグルジア正教会において最も崇敬される聖人の一人であり、彼女を象徴する葡萄十字はグルジアのキリスト教のシンボルとなっている。